# Shaab Ibb Sports and Cultural Club
Maillots
Le Shaab Ibb Sports and Cultural Club (en arabe : نادي شعب إب الرياضي الثقافي), plus couramment abrégé en Al Sha'ab, est un club yéménite de football fondé en 1964 et basé à Ibb.

## Histoire
Le club a connu son heure de gloire entre 2002 et 2004 avec deux titres de champions et trois finales (dont deux victoires) en coupe nationale. 

## Palmarès
| \| - Championnat du Yémen (3) : - Champion : 2002-03, 2003-04 et 2011-12. - Coupe du Yémen (2) : - Vainqueur : 2001-02 et 2002-03 - Finaliste : 2003-04. \| \| - Supercoupe du Yémen (1) : - Vainqueur : 2013 \| |  |                                                |
| - Championnat du Yémen (3) : - Champion : 2002-03, 2003-04 et 2011-12. - Coupe du Yémen (2) : - Vainqueur : 2001-02 et 2002-03 - Finaliste : 2003-04.                                                            |  | - Supercoupe du Yémen (1) : - Vainqueur : 2013 |